# Wild (Patrizierfamilie)

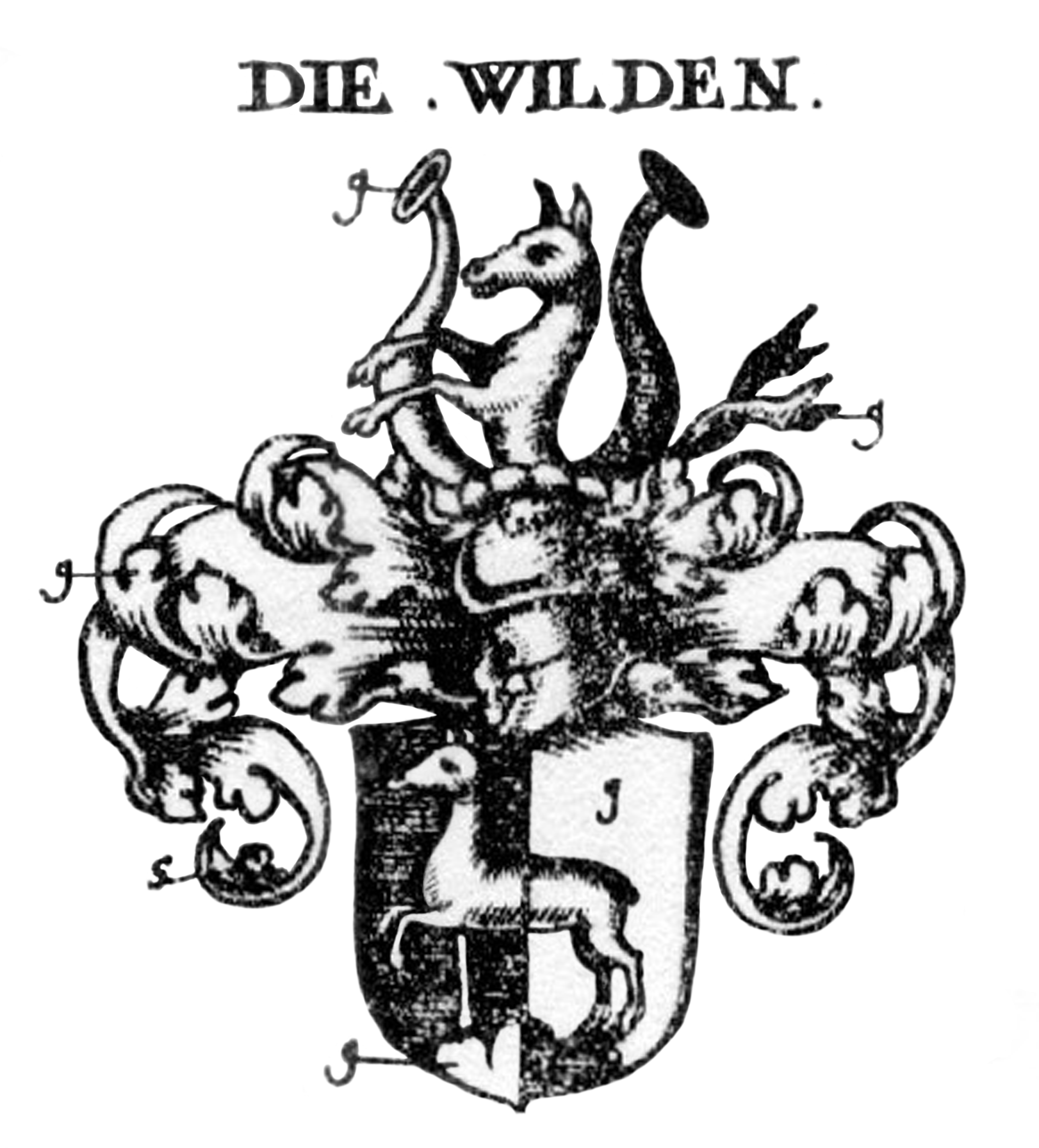
Stammwappen der Wild (in Siebmachers Wappenbuch)

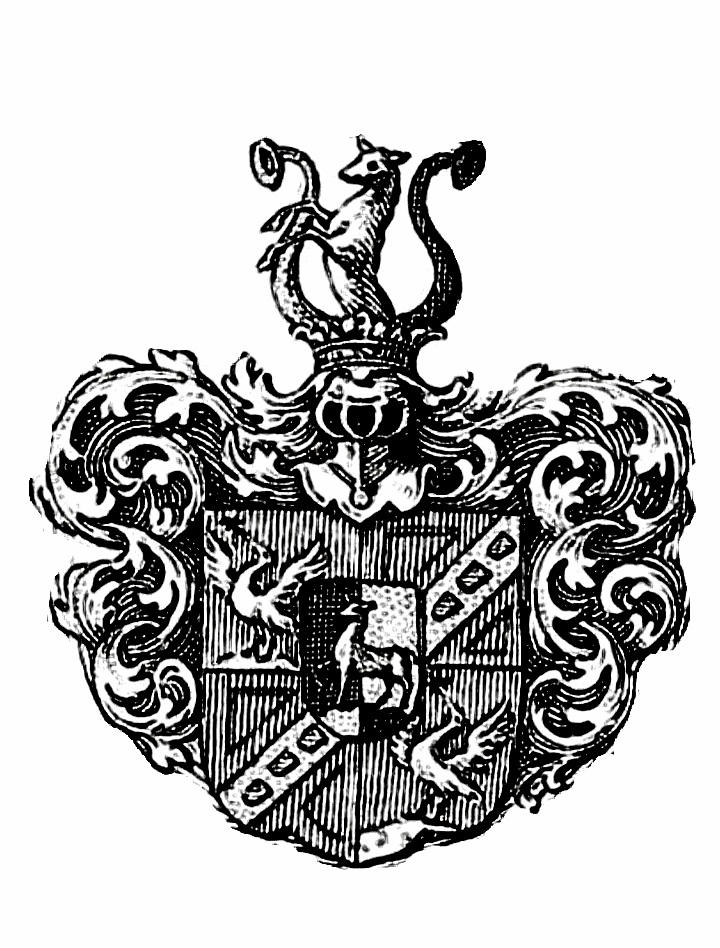
Gebessertes Wappen, Detail Kupferstichporträt für Bürgermeister Gottlieb (Theophil) Wild (1633–1698)

Die Wild waren ein Patriziergeschlecht in der Reichsstadt Regensburg. Sie zählte zur städtischen Oberschicht bis zum Ende der Reichsstadt 1802/3.

## Geschichte
Nach Seifert ist die Familie Wild um 1600 aus Österreich nach Regensburg eingewandert. Ihr Stammvater Jacob Wild war in St. Michael in Thal (Wachau) Ratsbürger gewesen. Sie ist nicht identisch mit der bereits im 14. Jahrhundert in Regensburg ansässigen und auch ratsverwandten Familie Wild.
Sein Sohn Simplizius Wild wurde spätestens 1604 bereits in Regensburg Mitglied des mächtigen Inneren Rats. Er starb 1613. Als zweiter Träger dieses Namens wurde Adam Wild, Sohn eines Bruders von Simplizius, 1629 in den Inneren Rat gewählt, in dem er bis zu seinem Tod 1648 blieb. Sein Nachfahr Gottlieb (Theophil) Wild (1633–1698) wurde Hansegraf, Bürgermeister, Konsistorialpräsident und Protoscholarch in Regensburg. Er führte bereits das gebesserte bzw. vermehrte Wappen, in dem das Stammwappen mit den Wappen der regensburgischen Patriziergeschlechter Hueber und Schilt (Schild, Schiltl, Schiltel) vereinigt ist. Seine erste Ehefrau (⚭ 1656) war nämlich Isabella Catharina (1636–1672), Tochter des innern Rats Matthias Hueber, und der Anna Catharina, geb. Schiltl. Dessen Sohn Johann Christoph Wild (1670–1743) war Mitglied des inneren und geheimen Rats der Stadt Regensburg und erster Deputierter des reichsstädtischen Direktoriums, sowie Kämmerer und auch Bürgermeister, Konsistorialpräsident und Protoscholarch in Regensburg. Sein zweiter Sohn Georg Gottlieb Wild (1710–1777) wurde von Heinrich Johann Plato (1671–1726) adoptiert, der ebenfalls Ratsherr des inneren und geheimen Rats war sowie kaiserlicher Hofpfalzgraf, Bürgermeister, Waisenamtsvorsteher und Reichstagsgesandter zu Regensburg, und begründete so die Linie Plato, sonst Wild, bzw. Plato Wild. Er war Syndikus, Geschichtsschreiber, Archivar und Historiker, der als einer der Ersten Hinweise und damit auch Anregungen zur Aufklärung der frühen Geschichte von Regensburg gegeben hat. Er wurde 1760 in die Bayerische Akademie der Wissenschaften aufgenommen.

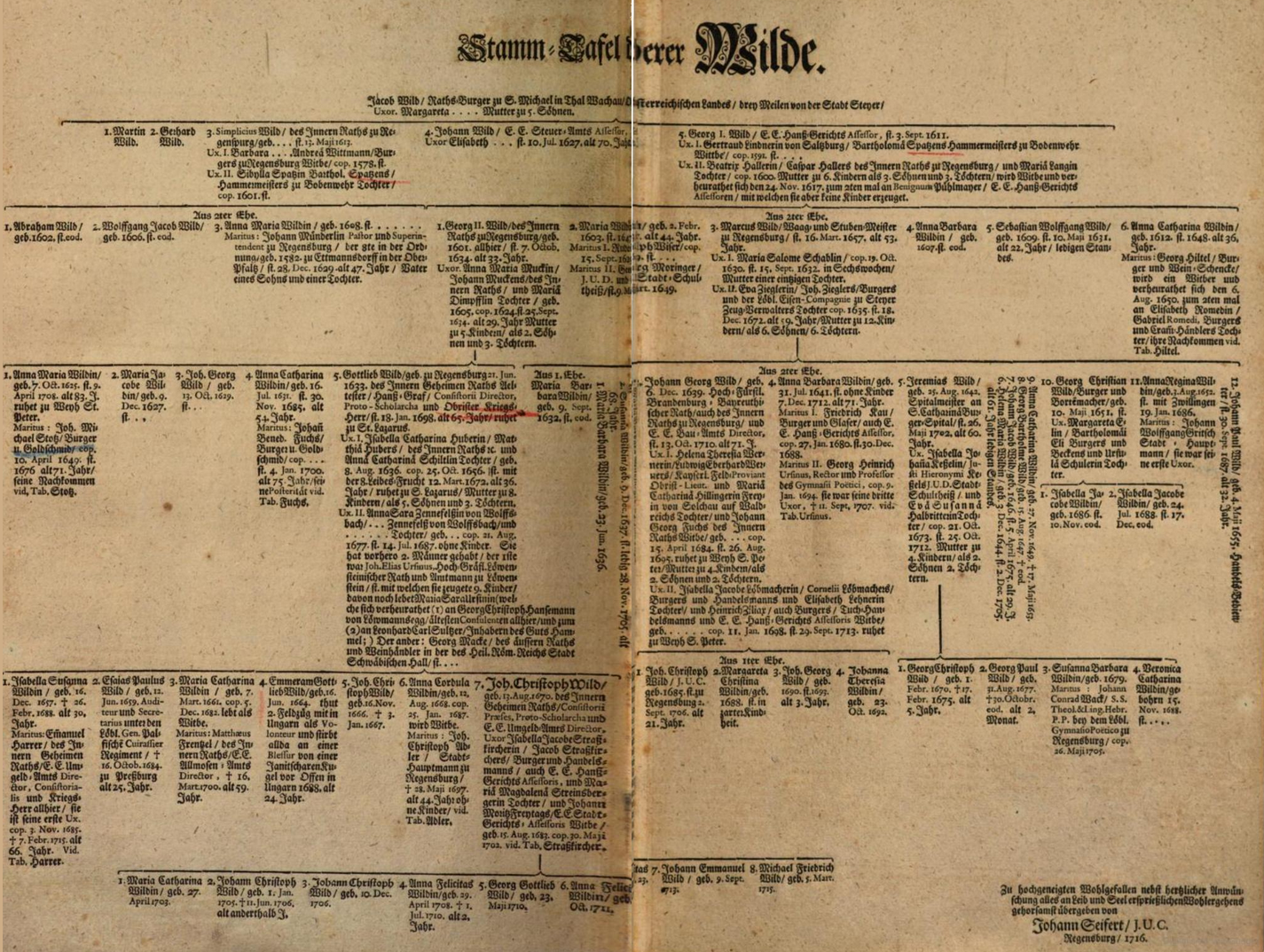
Stamm-Tafel derer Wilde (Johann Seifert, 1716)
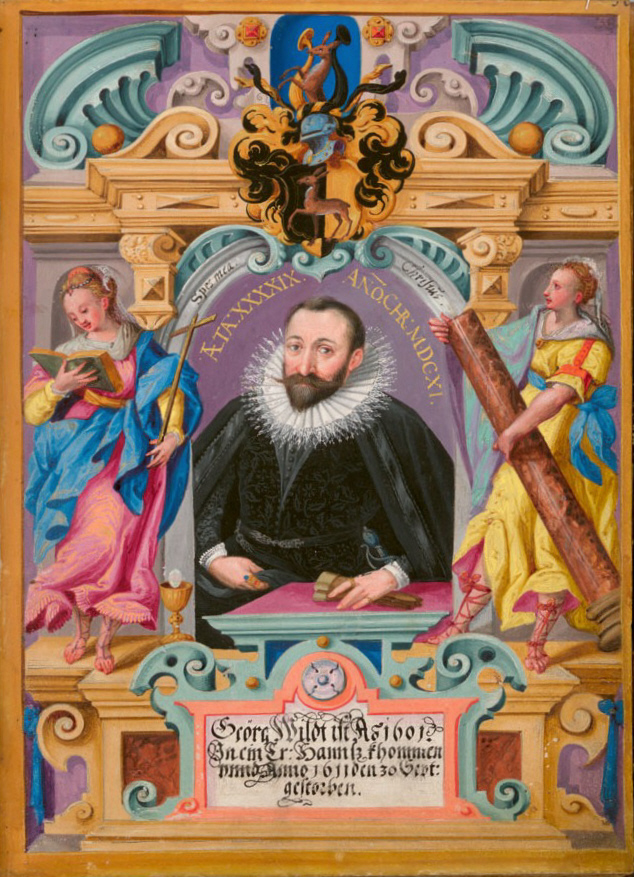
Geörg Wildt († 1611), Porträtbuch Hansgericht Regensburg
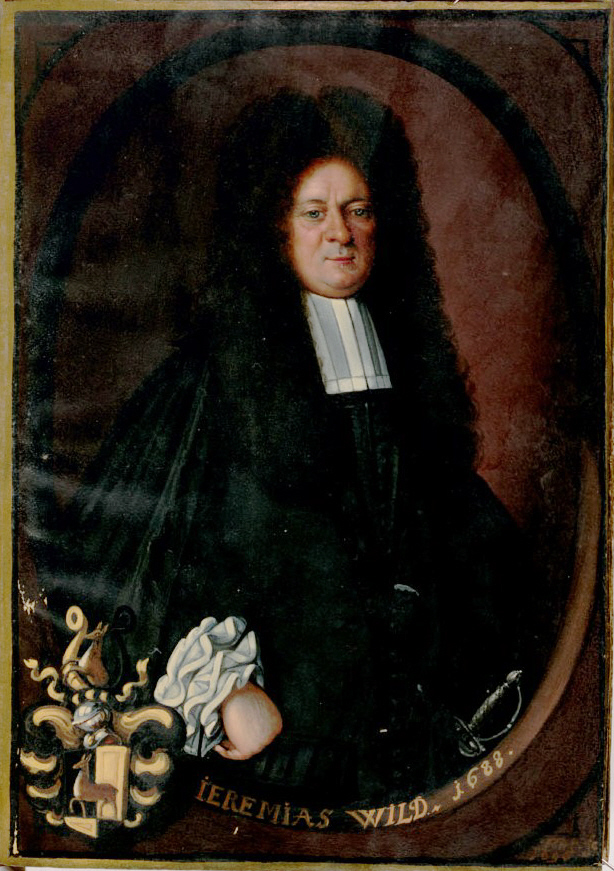
Jeremias Wild 1688, Porträtbuch Hansgericht Regensburg
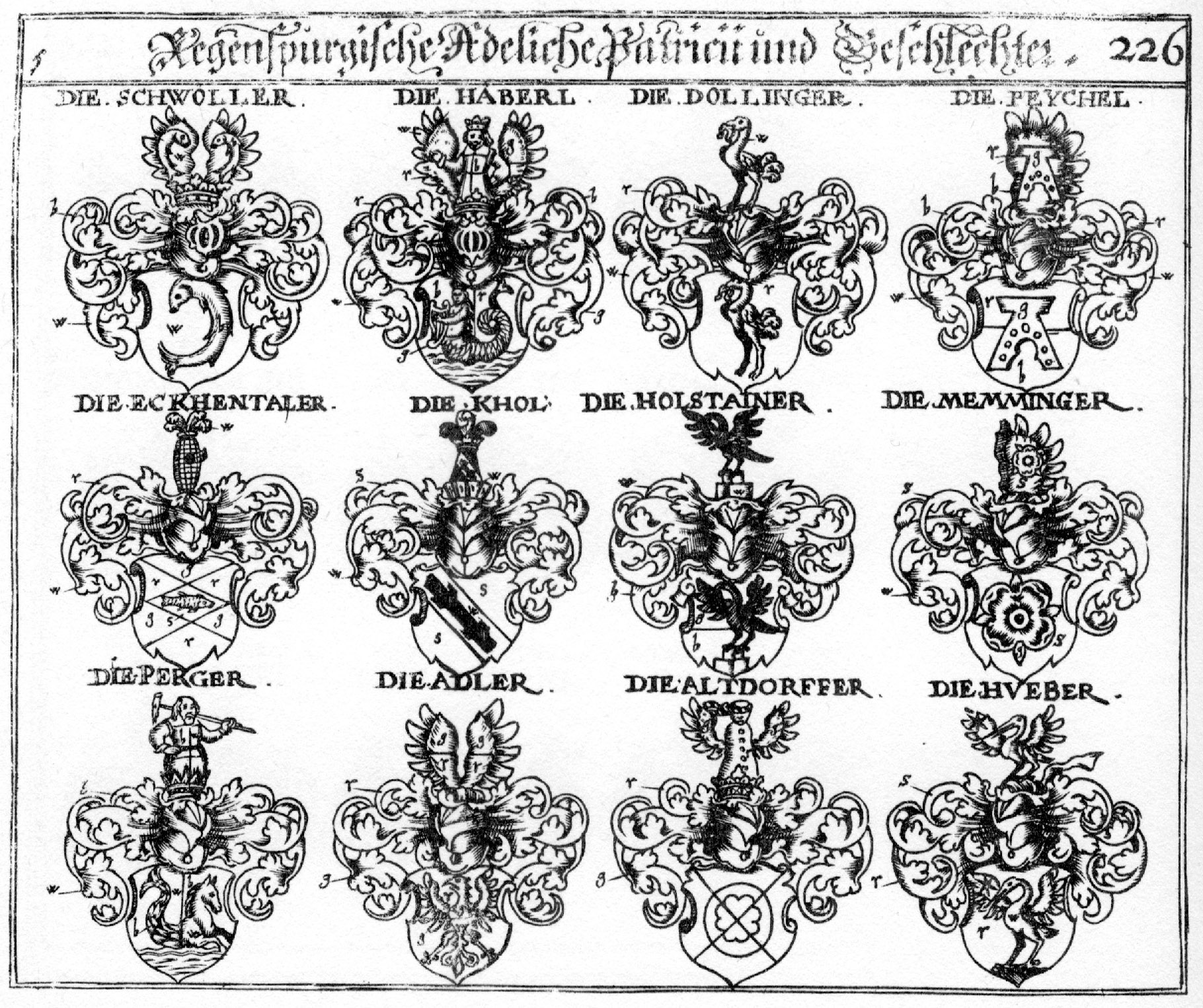
Wappen der Hueber in Siebmachers Wappenbuch
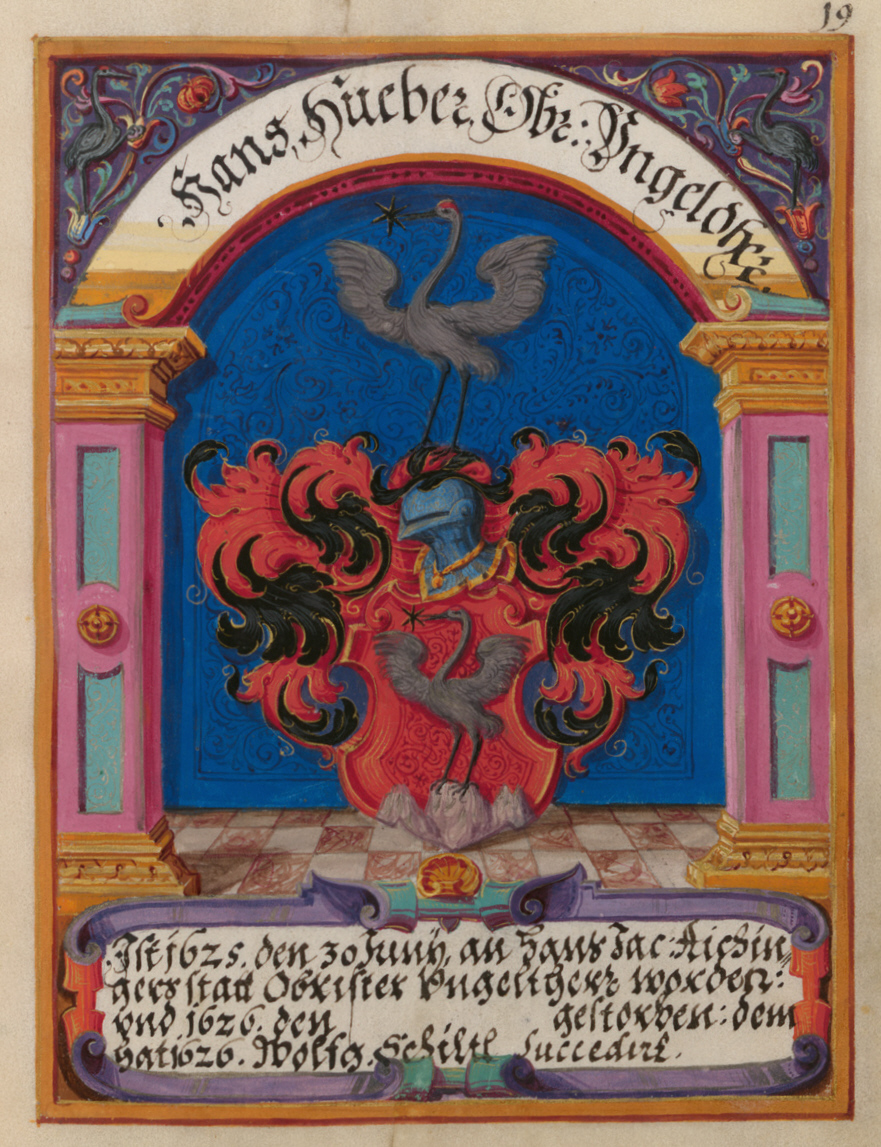
Wappen der Hueber im Wappenbuch Ungeldamt Regensburg, Hans Hueber († 1626), 1625 Obrister Ungeltherr, dem 1626 Wolfgang Schiltl († 1629) folgte
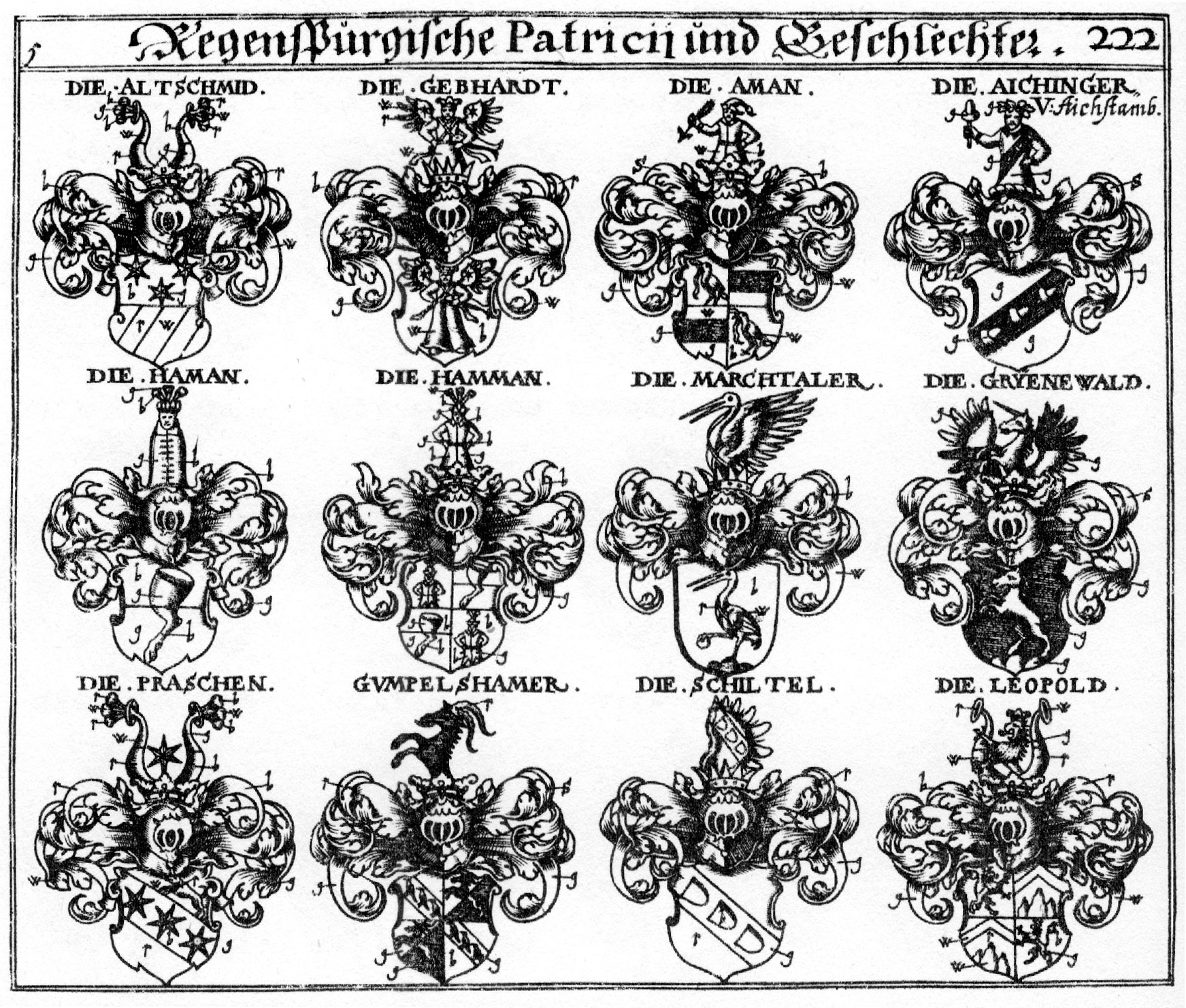
Wappen der Schiltel in Siebmachers Wappenbuch
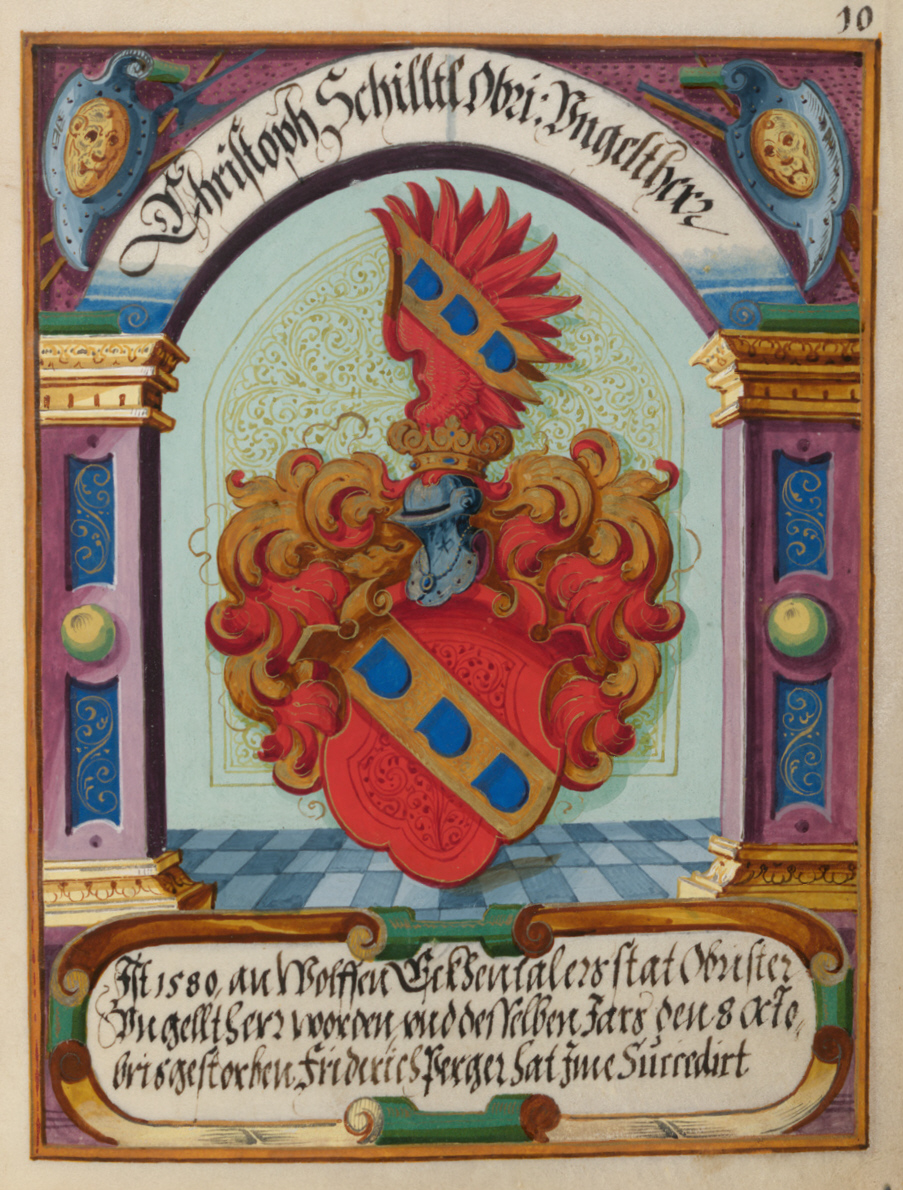
Wappen der Schiltl im Wappenbuch Ungeldamt Regensburg, Christoph Schilltl, Obrister Ungeltherr 1580
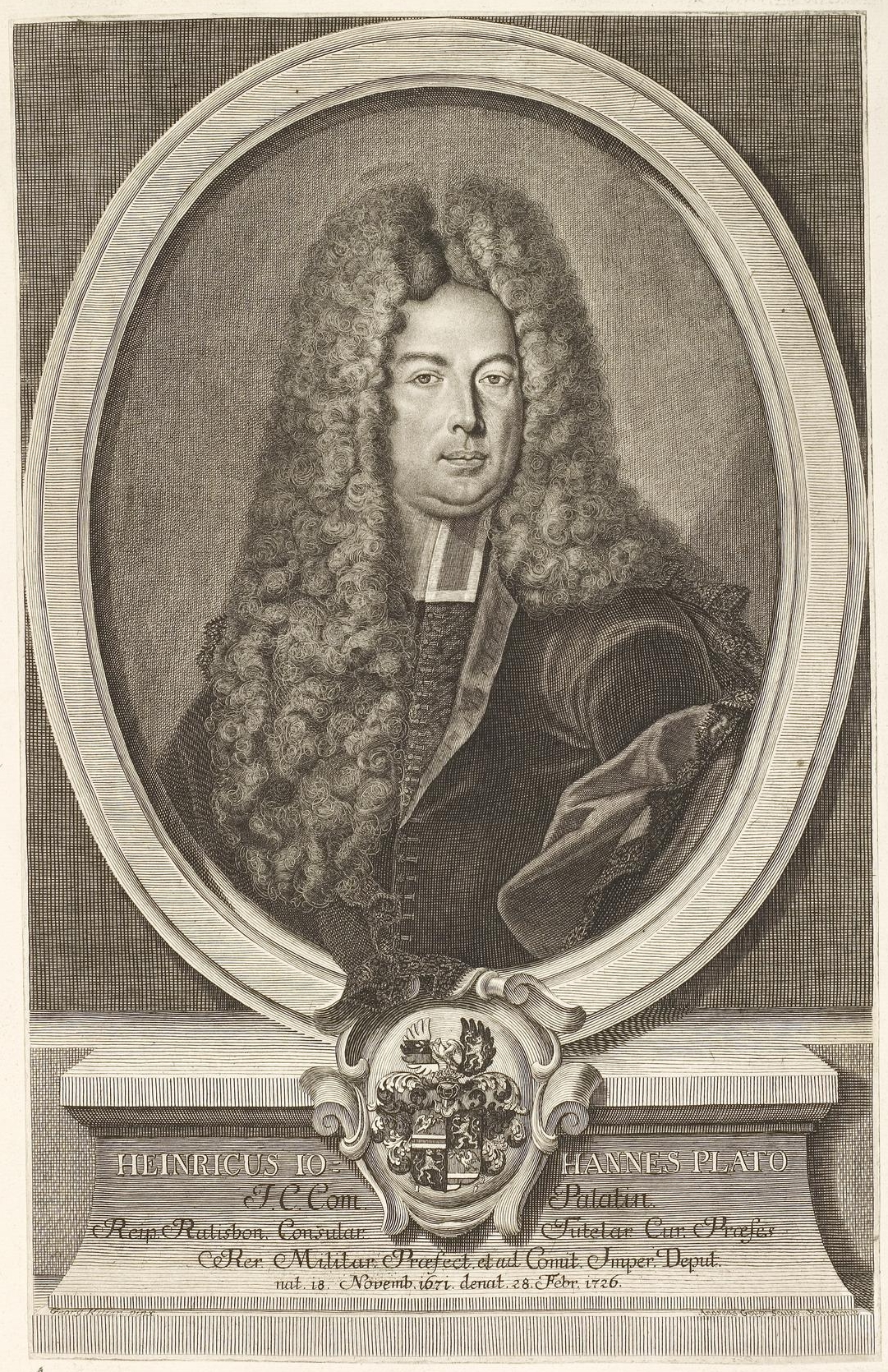
Heinrich Johann Plato (1671–1726)

Die Familie Wild stellte zusammen mit der Nebenlinie Plato Wild nachweislich mindestens 11 Ratsherren in Regensburg, die meisten einer einzelnen Familie.